# Human Target (série télévisée, 1992)
Pour l’article homonyme, voir Human Target : La Cible.
Human Target est une série télévisée américaine en sept épisodes de 45 minutes créée par Danny Bilson et Paul DeMeo, diffusée du 20 juillet au 29 août 1992 sur le réseau ABC. Elle est inspirée du personnage de comics éponyme créé par Len Wein et Carmine Infantino dans Action Comics. Une deuxième série basée sur le comic Human Target a été créée en 2010, Human Target : La Cible.
Cette série est inédite dans tous les pays francophones.

## Synopsis
Christopher Chance, un vétéran de la guerre du Vietnam devient un garde du corps utilisant la technologie de pointe et du maquillage sophistiqué afin d'assumer l'identité de son client et de devenir une « cible humaine ». Il est assisté par l'expert en informatique Marsden Philo, du pilote Jeff Carlyle, et de l'ancien agent de la CIA Libby Page. Chance coordonne les missions, Carlyle sert également en tant que cuisinier et chauffeur, tandis que Marsden crée de nouveaux gadgets et développe les masques utilisés pour usurper l'identité des clients.

## Distribution
- Rick Springfield : Christopher Chance
- Kirk Baltz : Philo Marsden
- Sami Chester : Jeff Carlyle
- Signy Coleman : Libby Page

## Épisodes
1. titre français inconnu (Pilot)
2. titre français inconnu (Second Chance)
3. titre français inconnu (Designed by Chance)
4. titre français inconnu (Mirror Image)
5. titre français inconnu (Cool Hand Chance)
6. titre français inconnu (Going Home)
7. titre français inconnu (Chances Are)

## Commentaires
Un critique a décrit la série comme étant "cinquante pour cent de Mission impossible (se déguiser) et cinquante pour cent de Code Quantum ("rentrer" dans la vie des autres dans les moments graves)."